# Лез-Аньет (станция метро)
Лез-Аньет (фр. Les Agnettes) — станция линии 13 Парижского метрополитена, расположенная на границе коммун Женвилье и Аньер-сюр-Сен. Названа по одноимённым улице (фр. Rue des Agnettes) и кварталу коммуны Женвилье.

## История
- Станция открылась 14 июня 2008 года[2] в составе пускового участка Габриэль Пери — Ле-Куртий, завершившего северную ветвь линии 13.
- Пассажиропоток по станции по входу в 2011 году, по данным RATP, составил 2 367 677 человек[3]. В 2013 году этот показатель незначительно вырос и составил 2 368 284 пассажиров (228 место по уровню входного пассажиропотока в Парижском метро)[4].

## Перспективы
К 2027 году планируется сооружение пересадочного узла на линию 15, сооружаемую в рамках проекта Гранд Пари Экспресс. Проект станции линии 15 разрабатывается архитектурным агентством «Периферик» (фр. Agence Périphériques)

## Галерея

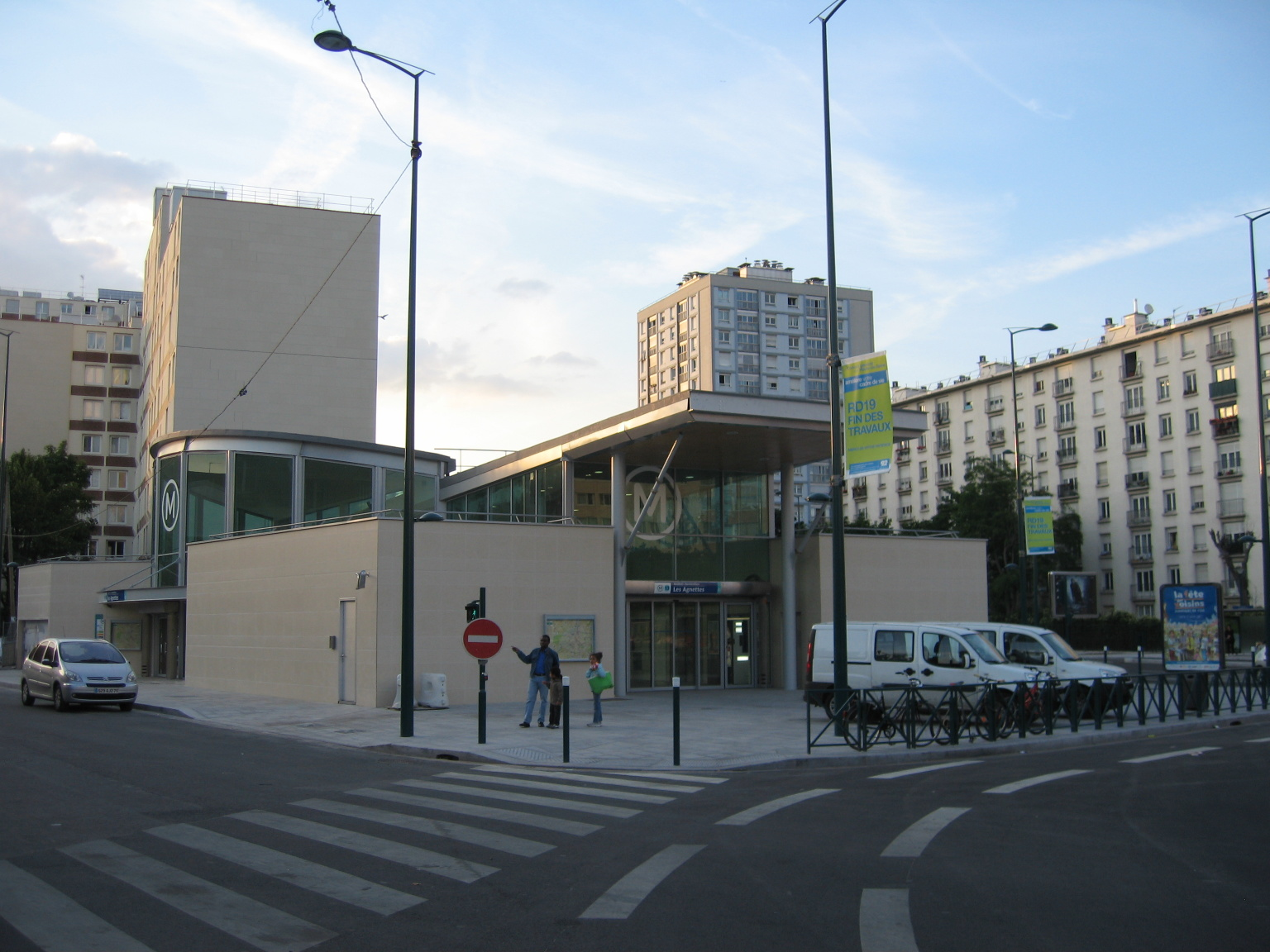
Наземный вестибюль
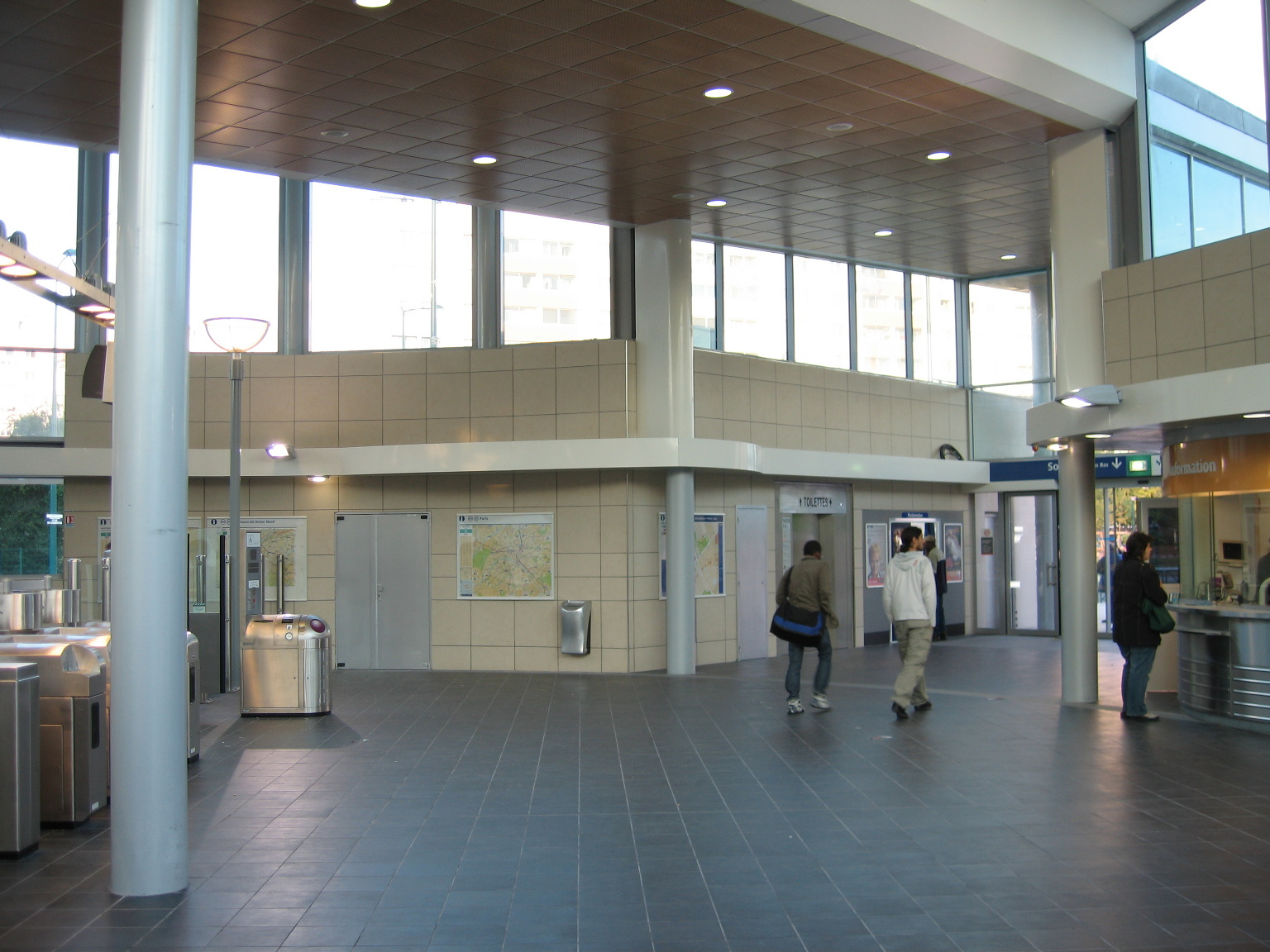
Кассовый зал
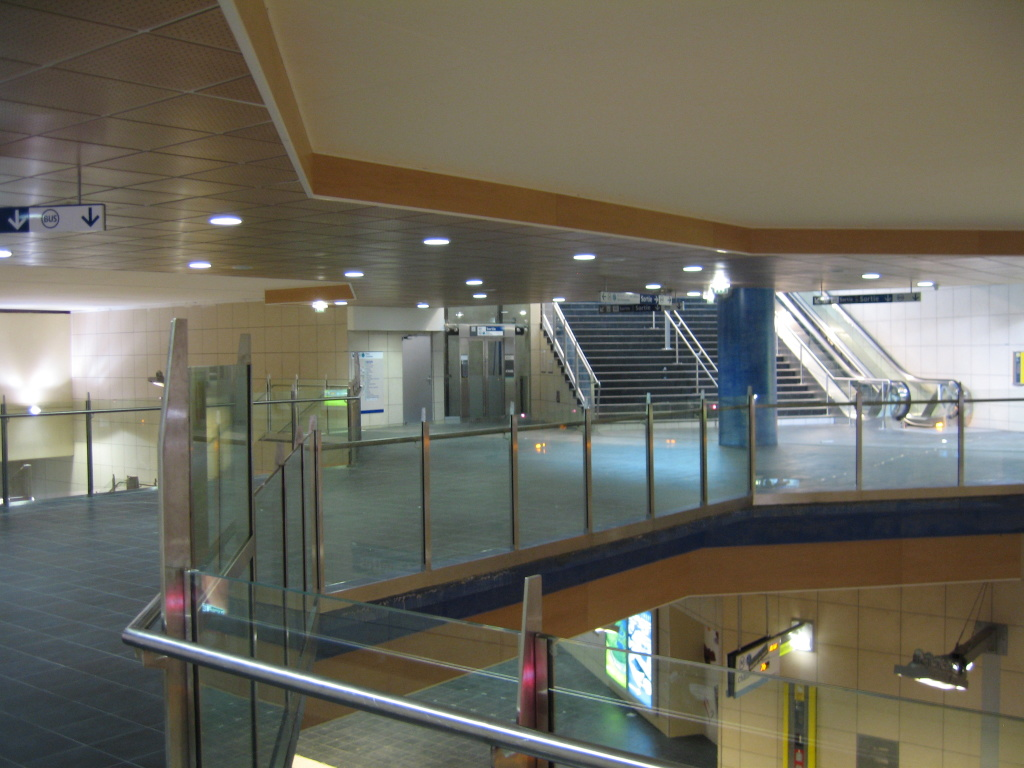
Промежуточный аванзал